# Samvel Karapetyan
Pour les articles homonymes, voir Karapetyan.
Samvel Karapetyan (en arménien : Սամվել Կարապետյան ; en russe : Самвел Карапетян), né le 18 août 1965 à Kalinino (RSS d'Arménie), aujourd'hui Tachir, est un homme d'affaires et milliardaire russo-arménien, propriétaire du groupe immobilier Tashir.

## Biographie
Diplômé de l'Université d'État d'ingénierie d'Arménie en 1986, il s'établit en Russie après la chute de l'Union soviétique et devient président de Kalugaglavsnab OAO, une entreprise de services logistiques basée à Kalouga. En 1999, il fonde le groupe immobilier Tashir. Longtemps sous-traitante de Gazprom, l'entreprise construit aussi des centres commerciaux en Arménie et obtient des contrats publics pour éclairer les rues du centre de Moscou.
En 2011, il est décoré de l'ordre de Saint Mesrop Mashtots par le président Serge Sarkissian, pour « sa contribution significative à la promotion des intérêts nationaux, ses longues et fructueuses activités pro-arméniennes, son dévouement au développement et à l'avancement de la république d'Arménie ».
En 2013, il devient l'Arménien le plus riche du monde, avec une fortune estimée par le magazine Forbes à 3,8 milliards de dollars.

## Distinctions
En 2011, il reçoit du président arménien Serge Sarkissian la médaille de l'ordre de Saint Masrop Machtots.

## Famille
Il a trois enfants. Son fils Sarkis et sa fille Tatevik travaillent tous deux dans le groupe Tashir.